# Zechow
Zechow ist ein Ortsteil der Stadt Rheinsberg im Landkreis Ostprignitz-Ruppin in Brandenburg.

## Geografie
Der Ort liegt 5 Kilometer südlich von Rheinsberg und 16 Kilometer nordnordöstlich von Neuruppin. Die Nachbarorte sind Rheinsberg und Berkholzofen im Norden, Köpernitz im Nordosten, Heinrichsdorf im Südosten, Rheinshagen im Süden, Schwanow im Südwesten, Braunsberg im Westen sowie Zühlen im Nordwesten.